# Ovidiu Cernăuţeanu
Ovidiu Cernăuţeanu, også kaldt Ovi Martin, Ovidiu Jacobsen, eller blot Ovi (født 23. august 1974) er en rumænsk-norsk sanger. I 2010 repræsenterede han Rumænien i Eurovision Song Contest 2010, sammen med Paula Seling. De fremførte sangen "Playing with Fire", som endte på 3. plads med 162 point i finalen den 29. maj.
Den 1. marts 2014 vandt han - igen sammen med Paula Seling - Selecția Națională med nummeret "Miracle", og dermed retten til at repræsentere Rumænien med dette nummer ved Eurovision Song Contest 2014 i København. Her gik det videre fra den anden semifinale den 8. maj og nåede siden en 12. plads ved finalen to dage senere.